# Subicbaai
De Subicbaai is een baai aan de westkant van het Filipijnse eiland Luzon. De baai ligt ongeveer 90 kilometer ten noordwesten van Manilla, in de provincie Zambales en was tot en met het begin van de jaren negentig de locatie van Subic Bay Naval Base, een grote Amerikaanse marinebasis. Tegenwoordig is dit de locatie van een gebied dat bekendstaat als Subic Bay Freeport Zone.